# Leader dell'opposizione (Germania)
Il leader dell'opposizione (in tedesco Oppositionsführer) in Germania è il leader parlamentare della più forte fazione di opposizione nel parlamento tedesco, il Bundestag. È un titolo nominale che non ha alcuna funzione formale nello statuto del Bundestag. Il leader dell'opposizione è normalmente la prima persona a rispondere al portavoce del governo più anziano durante un dibattito.
Dal febbraio 2022 Friedrich Merz, del partito Unione Cristiano-Democratica di Germania, è il leader dell'opposizione in seguito alla nascita del governo di coalizione formato da Partito Socialdemocratico, Verdi e Partito Liberale Democratico.
| #    | Nome (Nascita–Morte)                              | Partito        | Partito                      | Mandato                      | Mandato           | Mandato            | Cancelliere          | Governi            |
| #    | Nome (Nascita–Morte)                              | Partito        | Partito                      | Inizio                       | Fine              | Durata             | Cancelliere          | Governi            |
| ---- | ------------------------------------------------- | -------------- | ---------------------------- | ---------------------------- | ----------------- | ------------------ | -------------------- | ------------------ |
| 1    | Kurt Schumacher (1895–1952)                       |                | Partito Socialdemocratico    | 7 settembre 1949             | 20 agosto 1952    | 2 anni, 348 giorni | Konrad Adenauer      | Adenauer I         |
| 2    | Erich Ollenhauer (1901–1963)                      |                | Partito Socialdemocratico    | 27 settembre 1952            | 14 dicembre 1963  | 11 anni, 78 giorni | Konrad Adenauer      | Adenauer II        |
| 2    | Erich Ollenhauer (1901–1963)                      | Adenauer III   | Partito Socialdemocratico    | 27 settembre 1952            | 14 dicembre 1963  | 11 anni, 78 giorni | Konrad Adenauer      |                    |
| 2    | Erich Ollenhauer (1901–1963)                      | Adenauer IV    | Partito Socialdemocratico    | 27 settembre 1952            | 14 dicembre 1963  | 11 anni, 78 giorni | Konrad Adenauer      |                    |
| 2    | Erich Ollenhauer (1901–1963)                      | Adenauer V     | Partito Socialdemocratico    | 27 settembre 1952            | 14 dicembre 1963  | 11 anni, 78 giorni | Konrad Adenauer      |                    |
| 2    | Erich Ollenhauer (1901–1963)                      | Ludwig Erhard  | Partito Socialdemocratico    | 27 settembre 1952            | 14 dicembre 1963  | 11 anni, 78 giorni | Erhard I             |                    |
| 3    | Fritz Erler (1913–1967)                           | Ludwig Erhard  |                              | Partito Socialdemocratico    | 1963              | 1966               | Erhard I             | 2 anni, 273 giorni |
| 3    | Fritz Erler (1913–1967)                           | Ludwig Erhard  | Erhard II                    | Partito Socialdemocratico    | 1963              | 1966               |                      | 2 anni, 273 giorni |
| 4    | Knut von Kühlmann-Stumm (1916–1977)               |                | Partito Liberale Democratico | 1º dicembre 1966             | 23 gennaio 1968   | 1 anno, 53 giorni  | Kurt Georg Kiesinger | Kiesinger          |
| 5    | Wolfgang Mischnick (1921–2002)                    |                | Partito Liberale Democratico | 23 gennaio 1968              | 22 novembre 1969  | 1 anno, 272 giorni | Kurt Georg Kiesinger | Kiesinger          |
| 6    | Rainer Barzel (1924–2006)                         |                | Unione Cristiano-Democratica | 22 novembre 1969             | 17 maggio 1973    | 3 anni, 207 giorni | Willy Brandt         | Brandt I           |
| 6    | Rainer Barzel (1924–2006)                         | Brandt II      | Unione Cristiano-Democratica | 22 novembre 1969             | 17 maggio 1973    | 3 anni, 207 giorni | Willy Brandt         |                    |
| 7    | Karl Carstens (1914–1992)                         |                | Unione Cristiano-Democratica | 17 maggio 1973               | 13 settembre 1976 | 3 anni, 119 giorni | Willy Brandt         |                    |
| 7    | Karl Carstens (1914–1992)                         | Helmut Schmidt | Unione Cristiano-Democratica | 17 maggio 1973               | 13 settembre 1976 | 3 anni, 119 giorni | Schmidt I            |                    |
| 8    | Helmut Kohl (1930–2017)                           | Helmut Schmidt |                              | Unione Cristiano-Democratica | 13 settembre 1976 | 1º ottobre 1982    | 6 anni, 18 giorni    | Schmidt II         |
| 8    | Helmut Kohl (1930–2017)                           | Helmut Schmidt | Schmidt III                  | Unione Cristiano-Democratica | 13 settembre 1976 | 1º ottobre 1982    | 6 anni, 18 giorni    |                    |
| 9    | Herbert Wehner (1906–1990)                        |                | Partito Socialdemocratico    | 1º ottobre 1982              | 8 marzo 1983      | 1 anno, 158 giorni | Helmut Kohl          | Kohl I             |
| 10   | Hans-Jochen Vogel (1926–2020)                     |                | Partito Socialdemocratico    | 8 marzo 1983                 | 12 novembre 1991  | 8 anni, 249 giorni | Helmut Kohl          | Kohl II            |
| 10   | Hans-Jochen Vogel (1926–2020)                     | Kohl III       | Partito Socialdemocratico    | 8 marzo 1983                 | 12 novembre 1991  | 8 anni, 249 giorni | Helmut Kohl          |                    |
| 11   | Hans-Ulrich Klose (1937–2023)                     |                | Partito Socialdemocratico    | 12 novembre 1991             | 10 novembre 1994  | 2 anni, 363 giorni | Helmut Kohl          | Kohl IV            |
| 12   | Rudolf Scharping (1947–)                          |                | Partito Socialdemocratico    | 10 novembre 1994             | 26 ottobre 1998   | 3 anni, 350 giorni | Helmut Kohl          | Kohl V             |
| 13   | Wolfgang Schäuble (1942–2023)                     |                | Unione Cristiano-Democratica | 27 ottobre 1998              | 29 febbraio 2000  | 1 anno, 125 giorni | Gerhard Schröder     | Schröder I         |
| 14   | Friedrich Merz (1955–)                            |                | Unione Cristiano-Democratica | 29 febbraio 2000             | 22 settembre 2002 | 2 anni, 206 giorni | Gerhard Schröder     | Schröder I         |
| 15   | Angela Merkel (1954–)                             |                | Unione Cristiano-Democratica | 22 settembre 2002            | 22 novembre 2005  | 3 anni, 61 giorni  | Gerhard Schröder     | Schröder II        |
| 16   | Wolfgang Gerhardt (1943–2024)                     |                | Partito Liberale Democratico | 22 novembre 2005             | 1º maggio 2006    | 160 giorni         | Angela Merkel        | Merkel I           |
| 17   | Guido Westerwelle (1961–2016)                     |                | Partito Liberale Democratico | 1º maggio 2006               | 28 ottobre 2009   | 3 anni, 180 giorni | Angela Merkel        | Merkel I           |
| 18   | Frank-Walter Steinmeier (1956–)                   |                | Partito Socialdemocratico    | 28 ottobre 2009              | 16 dicembre 2013  | 4 anni, 49 giorni  | Angela Merkel        | Merkel II          |
| 19   | Gregor Gysi (1948–)                               |                | Die Linke                    | 17 dicembre 2013             | 12 ottobre 2015   | 1 anno, 299 giorni | Angela Merkel        | Merkel III         |
| 20   | Dietmar Bartsch (1958–) Sahra Wagenknecht (1969–) |                | Die Linke                    | 12 ottobre 2015              | 24 ottobre 2017   | 2 anni, 12 giorni  | Angela Merkel        | Merkel III         |
| 21   | Alexander Gauland (1941–) Alice Weidel (1979–)    |                | Alternativa per la Germania  | 24 ottobre 2017              | 26 ottobre 2021   | 4 anni, 2 giorni   | Angela Merkel        | Merkel IV          |
| 22   | Ralph Brinkhaus (1968–)                           |                | Unione Cristiano-Democratica | 8 dicembre 2021              | 15 febbraio 2022  | 64 giorni          | Olaf Scholz          | Scholz             |
| (14) | Friedrich Merz (1955–)                            |                | Unione Cristiano-Democratica | 15 febbraio 2022             | 6 maggio 2025     | 3 anni, 79 giorni  | Olaf Scholz          | Scholz             |
| 23   | Tino Chrupalla (1975–) Alice Weidel (1979–)       |                | Alternativa per la Germania  | 6 maggio 2025                | in carica         | 3 giorni           | Friedrich Merz       | Merz               |